# Sámur-Protección Civil

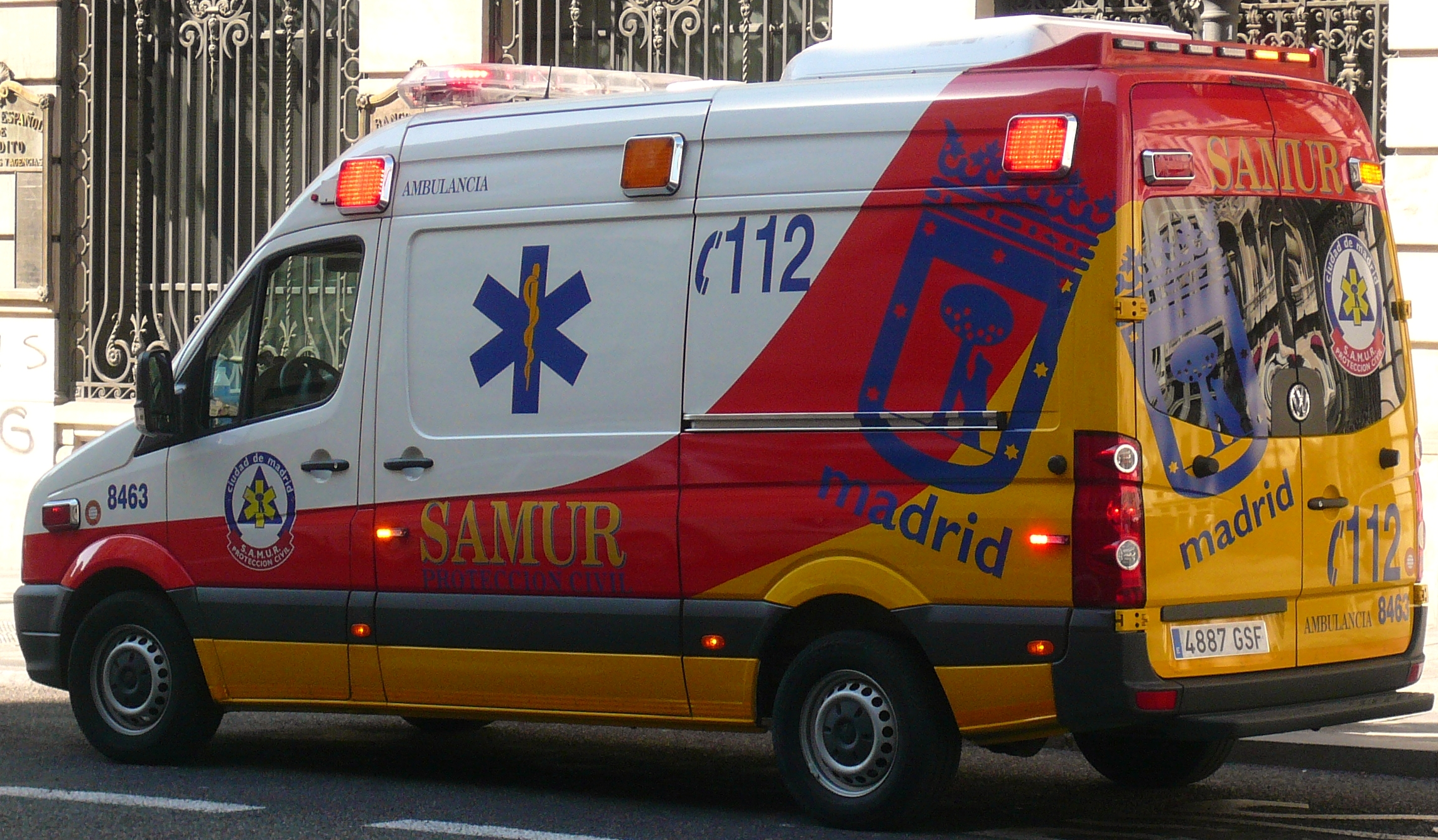
Ambulancia del Sámur.

El Samur-Protección Civil, también conocido simplemente como Sámur o SAMUR (acrónimo de «Servicio de Asistencia Municipal de Urgencia y Rescate»), es un servicio municipal de atención sanitaria de urgencias y emergencias, que presta sus servicios en la ciudad de Madrid, actuando en el término municipal madrileño. Su sede central (Base 0) se encuentra situada en la ronda de las Provincias, 7, en la Casa de Campo de Madrid. Asimismo, cuenta con 25 bases operativas y más de 250 vehículos (fundamentalmente denominados de soporte vital básico o SVB y de soporte vital avanzado o SVA, entre otros).
En el Sámur-Protección Civil trabajan aproximadamente 900 personas: 599 Técnicos en Emergencias Sanitarias; 119 médicos; 124 profesionales de enfermería; 29 profesionales administrativos, 6 psicólogos, 1 farmacéutica y 1 socióloga (datos 2022), apoyados además por 1200 voluntarios del Cuerpo de Voluntarios de Protección Civil Ciudad de Madrid.

## Historia

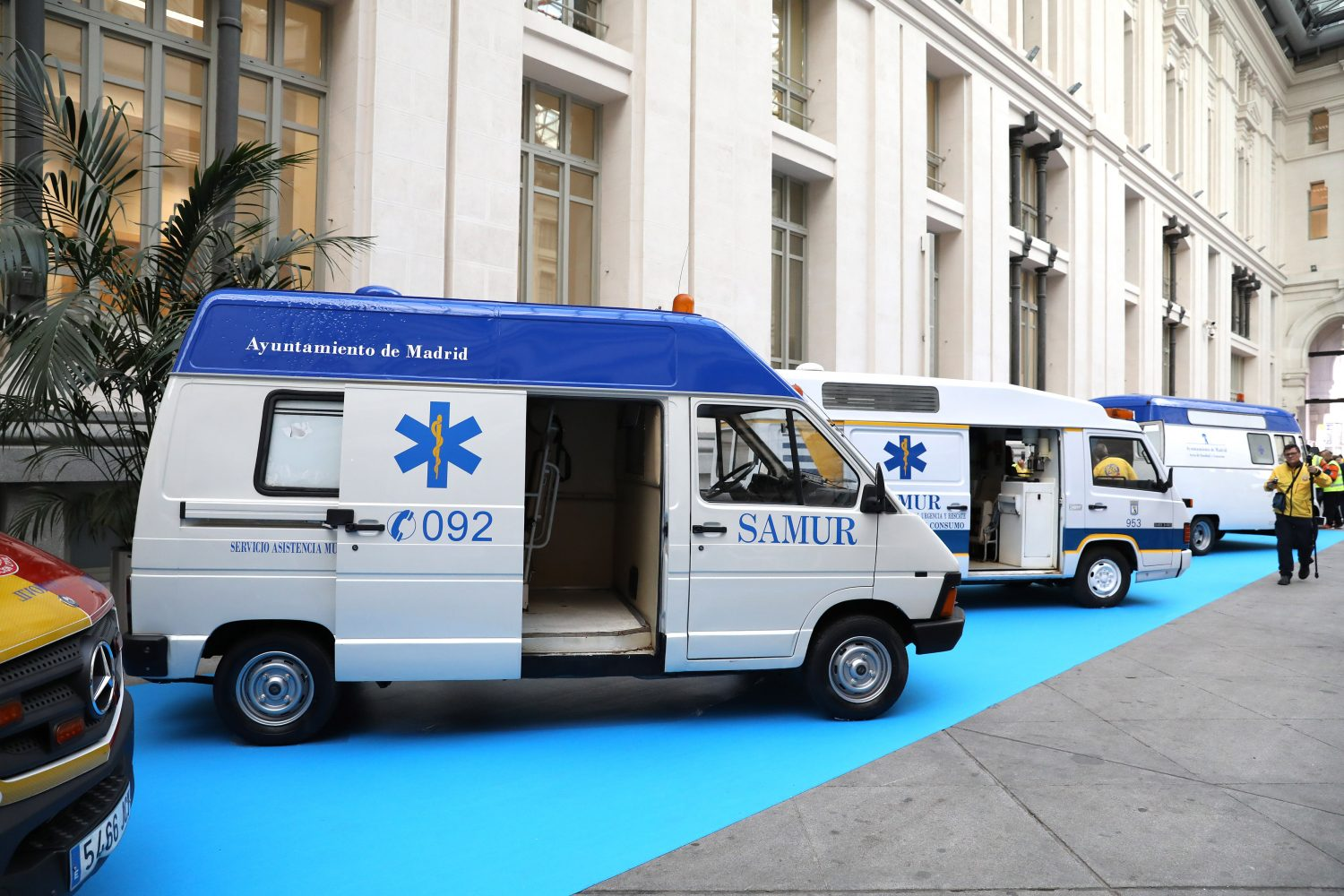
Ambulancias históricas del Sámur.

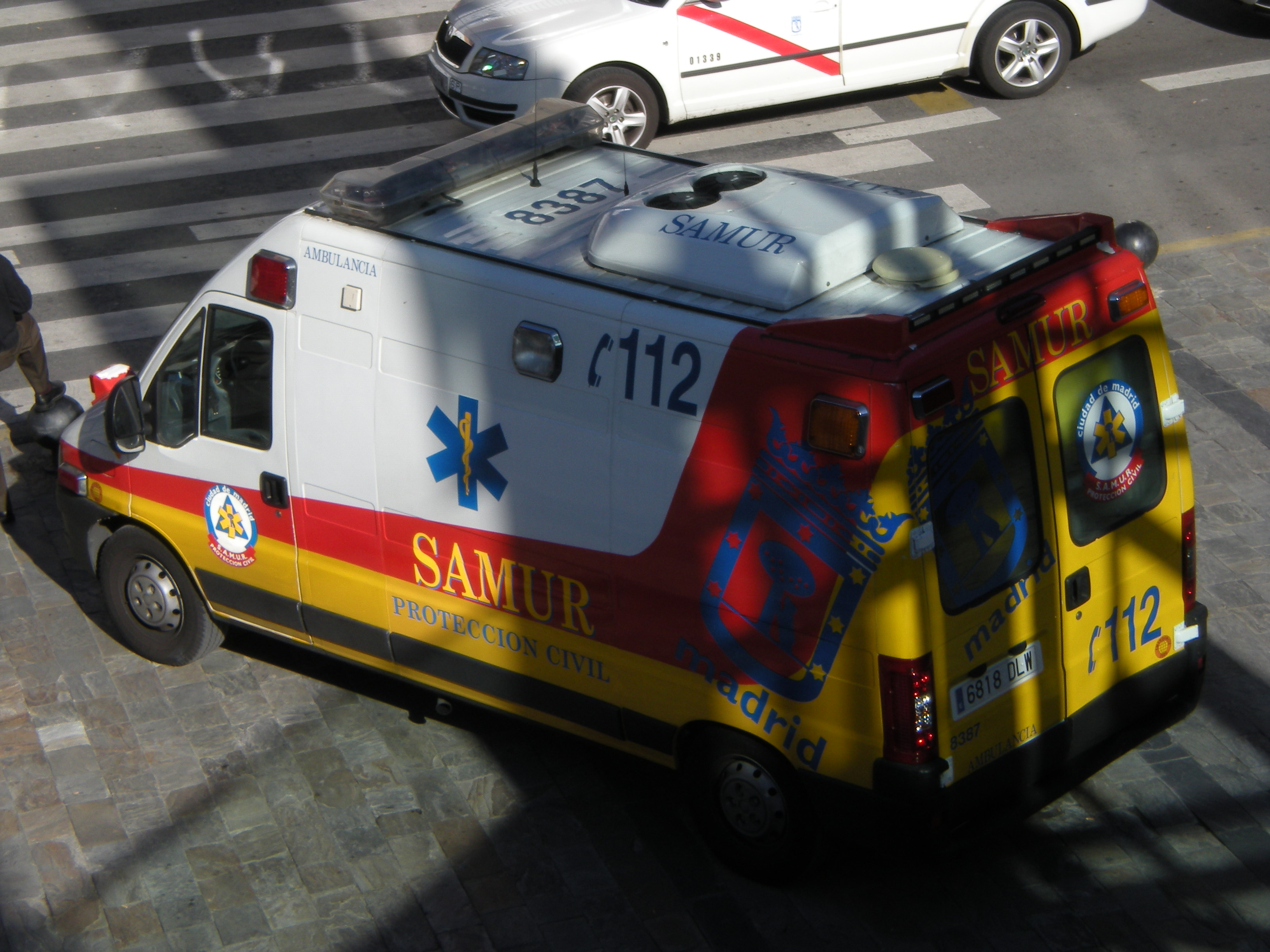
Ambulancia del Sámur-PC.

La creación y lanzamiento de su organización y estructura original fueron desarrollados íntegramente en 1989 por el entonces Concejal del Área de Sanidad y Consumo del Ayuntamiento de Madrid, Dr. Simón Viñals(Gran Cruz de la Orden Civil de Sanidad), bajo la presidencia del alcalde Agustín Rodríguez Sahagún. 
Partiendo del antiguo y tradicional Parque de Ambulancias Municipales, creado en 1875, se diseñan nuevos modelos de ambulancias, se actualizan las telecomunicaciones con una nueva central radiotelefónica, se diseñan nuevos uniformes y se mejora la selección y formación del personal. Por fin, el servicio con su actual filosofía, ve la luz como proyecto piloto en junio de 1991.

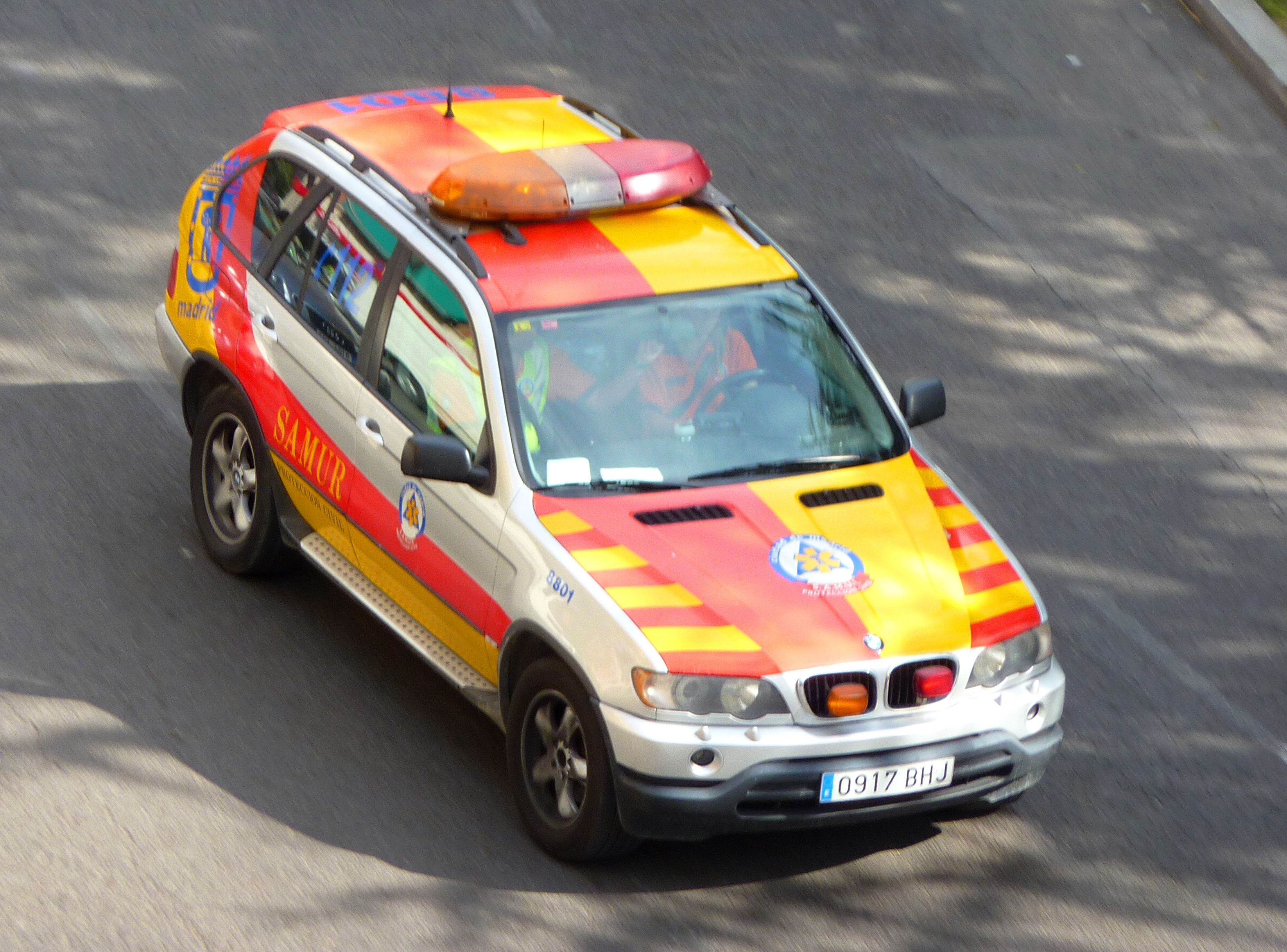
BMW X5 del Sámur.

Posteriormente en diciembre de 1992, y tras demostrarse la utilidad de su implantación se decide dar a este servicio la categoría de Sección de Transporte Sanitario, más conocido como Sámur («Servicio de Asistencia Municipal de Urgencia y Rescate»).
El objetivo de este servicio es resolver rápida y eficazmente aquellas emergencias sanitarias que se produzcan en la vía pública dentro del término municipal de Madrid. Se rompe así con la heredada filosofía del «traslado» siendo sustituida por la de «atención al paciente en el lugar del suceso y transporte sanitario asistido». Además, se asumen competencias relacionadas con la gestión y resolución sanitaria de las posibles catástrofes que puedan darse en la ciudad.
En 1995, el Sámur se convirtió en Sámur-Protección Civil y adquirió otras responsabilidades como la formación a la ciudadanía en materia de primeros auxilios y la cobertura de servicios preventivos.
La Subdirección General del Sámur-Protección Civil se crea por decreto del alcalde, de 24 de junio de 2004, en el que se establece la organización, estructura y competencias del Área de Gobierno de Seguridad y Servicios a la Comunidad (BOAM, 1 de julio de 2004).
Tras diecinueve años funcionando con rango de subdirección general, y al aumentar significativamente el número de intervenciones, servicios, recursos, funcionarios y voluntarios, en virtud del acuerdo de 29 de junio de 2023 de la Junta de Gobierno de la Ciudad de Madrid, de organización y competencias del Área de Gobierno de Vicealcaldía, Portavoz, Seguridad y Emergencias, se decide conferir al servicio Sámur-Protección Civil el rango de dirección general municipal, lo que le permitirá una mayor autonomía funcional y presupuestaria.

## Función
El objetivo de este servicio es solucionar de forma eficiente las emergencias sanitarias que se produzcan en la vía pública dentro del término municipal de Madrid. Además, se asumen competencias relacionadas con la gestión y resolución sanitaria de las posibles catástrofes que puedan darse en la ciudad. Su aportación fue especialmente relevante en los atentados del 11 de marzo de 2004 en Madrid.
También fue muy importante la aportación del Sámur-PC y en especial de sus voluntarios durante la JMJ celebrada en agosto de 2011 en Madrid en la que solo durante el acto de Cuatro Vientos del sábado 20 se realizaron 2555 asistencias logrando así el récord histórico del Sámur-PC en un acontecimiento programado.

## Unidades

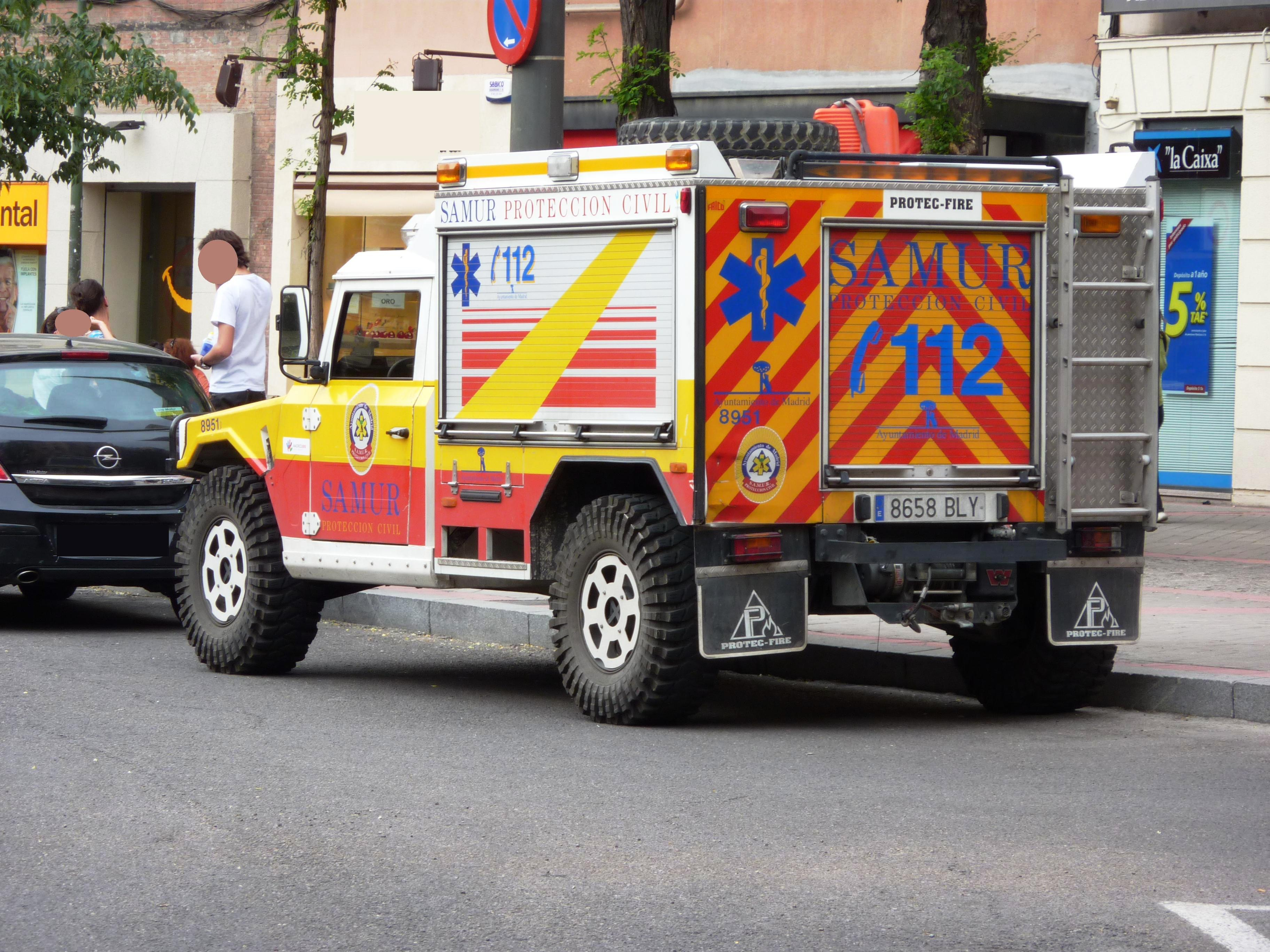
URO VAMTAC del Sámur.

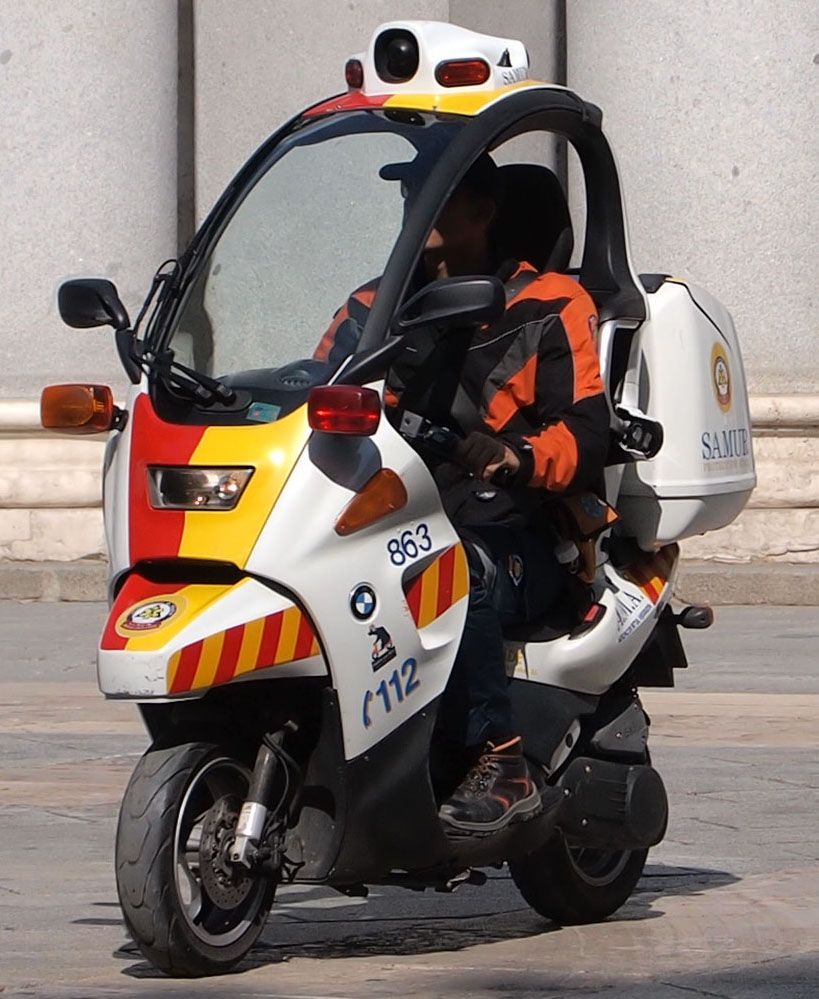
Motocicleta del Sámur

El Sámur-Protección Civil cuenta, como se ha mencionado anteriormente con alrededor de 190 vehículos organizados en distintas áreas y unidades.
Listado de unidades de asistencia:
- Motocicletas de primera intervención (MPI): estas unidades contienen poco material, aunque suficiente para realizar una «primera intervención» hasta la llegada de unidades mejor equipadas.

- Bicicletas de primera intervención-Unidad Lince: es una unidad íntegramente ocupada por voluntarios de Sámur-Protección civil, se desplazan en parejas siendo estas consideradas como una única unidad de soporte vital básico (SVB), participan en servicios programados y en salidas de apoyo por zonas donde se preeve una afluencia grande de público, en la cual, la llegada de otros vehículos es más difícil.

- Vehículo de intervención rápida (VIR): los VIR son unidades de intervención (es decir, capaces de prestar una atención sanitaria completa), que debido a su alta movilidad pueden llegar de forma rápida a alguna emergencia sanitaria o a lugares que podrían presentar dificultades al resto de unidades. Precisamente por esta gran movilidad, estos vehículos son los utilizados por los distintos jefes, directivos y supervisores del Sámur-PC.

- Soporte vital básico (SVB): estas unidades son las más intervinientes en el Sámur, tiene una dotación de dos TES (técnicos en emergencias sanitarias) o entre dos y tres TEM voluntarios (técnicos en emergencias). Lleva material de SVB.

- Soporte vital avanzado (SVA): son ambulancias muy específicas y con gran cantidad de material (electromedicina, ampulario, etc.). Su dotación es de un médico, un enfermero/a  y entre uno o dos TES.

- Unidad de soporte psiquiátrico: es una unidad especializada en el transporte de personas con trastornos psiquiátricos o psíquicos. Está acondicionada para que los heridos no se autolesionen. La dotación es de tres TATS y, si es requerido, el psicólogo de guardia de Sámur.

- Farmacia móvil: su función principal reside en la reposición del material fungible, farmacológico y de electromedicina de las unidades asistenciales de cualquier tipo. De este modo, tras una intervención las unidades asistenciales pueden ser repuestas sin necesidad de desplazarse a la farmacia central, reduciéndose los tiempos no operativos de las mismas.

- Vehículo URO de soporte y apoyo en emergencias: se trata de un vehículo VAMTAC («vehículo de alta movilidad táctico») es uno de los vehículos para remolque con los que cuenta Sámur-Protección Civil, sirve de apoyo a operaciones en zonas de difícil acceso como bosques, terraplenes, etc.